# Evento climático de 4200 ap

Reconstituição do histórico de temperaturas no centro da Groenlândia. Ao contrário do evento 8200 ap, o evento de 4200 ap não tem sinal proeminente no núcleo de gelo Gisp2.

Evento climático de 4200 ap foi um dos eventos climáticos mais severos da época do Holoceno. Ele define o início da atual era Meghalaiana na época do Holoceno. Começando em 2200 a.C., provavelmente durou todo o século XXII a.C.. Supõe-se que tenha causado o colapso do Império Antigo no Egito Antigo, bem como do Império Acadiano na Mesopotâmia e da cultura Liangzhu na área do baixo rio Yangtze. A seca também pode ter iniciado o colapso da Civilização do Vale do Indo, com alguns de sua população movendo-se para o sudeste para acompanhar o movimento de seu habitat desejado, bem como a migração de povos indo-europeus para a Índia.

## Evidências
Uma fase de intensa aridez de cerca de 4200 ap é registrada no Norte da África, no Oriente Médio, no Mar Vermelho, na Península Arábica, no subcontinente indiano e na América do Norte. Geleiras ao longo das cordilheiras do oeste do atual Canadá avançaram mais ou menos nessa época. Evidências também foram encontradas em uma lápide de uma caverna italiana, na camada de gelo do Kilimanjaro, e no gelo da geleira andina. O início da aridificação na Mesopotâmia, aproximadamente 4100 BPap, também coincidiu com um evento de resfriamento no Atlântico Norte. Apesar disto, a evidência para o evento de 4200 ap no norte da Europa é ambígua, sugerindo que a origem e o efeito deste evento é espacialmente complexo.
Em 2018, a Comissão Internacional sobre Estratigrafia dividiu a época do Holoceno em três, com o Holoceno tardio sendo chamado de era Meghalaiana, começando por volta de 2250 a.C.. O estratotipo limite é um espeleotema na caverna Mawmluh na Índia e o estratotipo auxiliar global é um núcleo de gelo do Monte Logan no Canadá.